# Ulfsborg
Ulfsborg är en herrgård i Dörby socken omedelbart väster om Kalmar.
Gården hette ursprungligen Solberga ("Solberge" i Sten Sture den äldres jordebok 1495/1525). Den äldste kände ägaren är fältmarskalken Herman Wrangel, som frälseköpte gården som säteri. Därefter ägdes den av häradshövdingen Tobias Westenhielm (1649–1719). År 1728 köptes gården av auditören Axel Rothlieb (1697–1768) och 1755 av kapten Johan Gustaf Ulfvenklou (1722–1762), som efter sitt släktnamn ändrade dess namn till Ulfsborg. Efter den senares död sålde änkan Anna Juliana Wrangel af Lindeberg säteriet till Samuel Nobelschöld och den ärvdes sedan av sonen Leonhard Nobelskiöld. 1786 köptes gården av Johan Wiggman (1747–1832), varefter den ärvdes av hans son amiralitetskaptenen Anders Gustaf Wiggman (1804–1876).
Det nuvarande corps-de-logit byggdes av kaptenen vid Kalmar regemente Baltzar Georg Dahl (1799–1861), gift med Anna Christina Mannerskantz, som köpt gården 1836. År 1867 köptes Ulfsborg av agronomen Lorentz Nilsson (1835–1905). Därefter ägdes gården av Sven Kristian Nilsson-Rodhe (1865–1921) och efter honom av hans son Sven Erik Nilsson-Rodhe (1895-1967). 1931 köptes den av brukspatron Ernst Johansson (1866–1937) på Åfors glasbruk. Efter hans död ärvdes den av hans dotter Astrid (1900–1959), gift med kristendomslektorn vid Kalmar läroverk, Herbert Johansson. Jordbruket utarrenderades och corps-de-logiet användes som makarnas sommarbostad. Efter deras död ärvdes den av hennes brorsbarn. När arrendetiden löpte ut köptes syskonen ut av brorsonen Lars-Erik Åfors (1930–2011), som drev lantbruket. 2024 ägs och drivs Ulfsborg av hans son Björn Åfors, som genom köp av granngården Stora Tingby utökat markarealen.